# Luke Jacobz
Luke Jacobz, właśc. Luke Jacob Ashwood (ur. 14 stycznia 1981 w Sydney) – australijski aktor i prezenter telewizyjny. Zyskał popularność dzięki roli Patricka w serialu Córki McLeoda. Prowadzący australijską wersję programu X Factor.

## Życiorys
Urodził się w Sydney jako syn Sue Ashwood i Johna Ashwooda, który zmarł w 2015 na raka mózgu. Wychowywał się z bratem Benem.
Zadebiutował w 1995 w The Man of Steel. Szerszej publiczności dał się poznać dzięki roli Zacka Crofta w serialu Szkoła złamanych serc. Od 2005 roku grał w serialu Córki McLeoda, gdzie objął rolę Patricka Brewera. Grywał również w australijskich operach mydlanych. W 2008 wziął udział w Dancing with the Stars, gdzie partnerowała mu Luda Kroitor. Para zdobyła pierwsze miejsce, pokonując m.in. australijskiego boksera Danny'ego Greena.

## Nagrody
W 2010 roku został nominowany do Logie Awards, odpowiednika polskich Orłów w kategorii najpopularniejszy aktor za rolę w operze mydlanej Zatoka serc.

## Życie osobiste
W maju 2015 został oskarżony za jazdę pod wpływem alkoholu. Aktor przyznał się do winy. Stracił prawo jazdy na 12 miesięcy i został ukarany grzywną.

## Filmografia
| Rok       | Tytuł                 | Rola           |
| --------- | --------------------- | -------------- |
| 1998-1999 | Szkoła złamanych serc | Zac Croft      |
| 2001-2005 | The Big Arvo          | Prezenter      |
| 2005-2009 | Córki McLeoda         | Patrick Brewer |
| 2008-2011 | Zatoka serc           | Angelo Rosetta |